# Potentilla gordonii
Potentilla gordonii là loài thực vật có hoa trong họ Hoa hồng. Loài này được (Hook.) Greene miêu tả khoa học đầu tiên năm 1887.